# Anacroneuria otafroehlichi
Anacroneuria otafroehlichi is een steenvlieg uit de familie borstelsteenvliegen (Perlidae). De wetenschappelijke naam van de soort is voor het eerst geldig gepubliceerd in 2010 door Righi-Cavallaro & Lecci.